# Mario Fregonara
Mario Fregonara (Trecate, 15 maggio 1899 – Monte Golico, 27 febbraio 1941) è stato un militare italiano, capitano di complemento dell'8º Reggimento Alpini durante la seconda guerra mondiale, medaglia d'oro a valor militare.

## Biografia
Figlio di una famiglia di agricoltori piemontesi, si diploma geometra nel 1917. Frequenta quindi la Accademia Militare di Modena e nel 1918 partecipa alla prima guerra mondiale nel 7º reparto mitraglieri. 
Posto in congedo nel 1919 con il grado di sottotenente e riprende il lavoro nell'azienda di famiglia. Come civile occupa posti di rilievo nel sindacato agricolo e diviene prima consigliere nazionale e poi vice presidente della Banca Nazionale dell'Agricoltura e presidente della Federazione Italiana dei Consorzi Agrari.
Promosso Capitano nel 1937 veniva richiamato in servizio nel 1939 e destinato all'8º reggimento Alpini della divisione "Julia" e nel febbraio 1941 in Albania assumeva il comando della 72ª compagnia del battaglione "Tolmezzo".
Al comando della sua compagnia veniva colpito a morte durante un'azione di guerra e quindi insignito di Medaglia d'oro alla memoria.

## Onorificenze

### Riconoscimenti
- La sezione ANA di Novara gli ha dedicato il vessillo di sezione nel 1959.[1]